# Buena Vista Social Club (film)
Buena Vista Social Club je dokumentární film režiséra Wima Wenderse o stejnojmenném hudebním projektu amerického hudebníka Ry Coodera.

## Vznik filmu
Buena Vista Social Club byl havanský hudební klub 40. let 20. století. Toto jméno si mnohem později, téměř 50 let po uzavření klubu, vybral Ry Cooder pro svůj projekt. Cooder chtěl oživit slávu pozapomenutých kubánských hudebníků, z nichž někteří ještě v tomto klubu hráli. Spolu s kubánským hudebníkem Juanem de Marcos González a ostatními oslovenými hudebníky nahrál v havanském hudebním studiu Egrem album Buena Vista Social Club, za které získal v roce 1997 cenu Grammy v kategorii „Best Tropical Latin Performance. O tomto svém projektu pak společně s režisérem Wimem Wendersem natočili dokumentární film, který kubánské hudebníky proslavil po celém světě.

## Hudebníci
(Hudebníci v pořadí, v jakém vystoupí ve filmu)
- Compay Segundo (zpěv a tres)
- Eliades Ochoa (zpěv a kytara)
- Ry Cooder (slide guitar)
- Joachim Cooder (perkuse)
- Ibrahim Ferrer (zpěv, conga, claves, bongo)
- Omara Portuondo (zpěv)
- Rubén González (klavír)
- Orlando „Cachaíto“ López (kontrabas)
- Amadito Valdés
- Manuel „Guajiro“ Mirabal (trubka)
- Barbarito Torres (laud)
- Pío Leyva
- Manuel „Puntillita“ Licea (zpěv)
- Juan de Marcos González (güiro)

## Písně
(Seznam písní v pořadí, ve kterém zaznějí ve filmu)
- Chan Chan (Compay Segundo)
- Silencio (Rafael Hernandez)
- Chattanooga Choo Choo (Harry Warren and Mack Gordon)
- Dos Gardenias (Isolina Carillo)
- Veinte Años (María Teresa Vera),
- Y Tu que Has Hecho (Eusebio Delfin),
- Black Bottom (Ray Henderson, Lew Brown and B. G. De Sylva)
- Canto Siboney (Ernesto Lecuona),
- El Carretero (Guillermito Portulez)
- Cienfuegos (tiene su guaguanco) (Victor Lay)
- Begin the Beguine (Cole Porter)
- Buena Vista Social Club (Orestes Lopez)
- Mandinga (též Bilongo, Guillermo Rodriguez Fiffe)
- Candela (Faustino Oramas),
- Chanchullo (Israel „Cachao“ Lopez)
- El Cuarto de Tula (Sergo Siaba),
- Guateque Campesino (Celia Romeo „Guateque“),
- Nuestra Ultima Cita (Forero Esther)
- Quizás, Quizás, Quizás (Oswaldo Farres)